# Josef Bárta
Josef Bárta, auch Joseph Bartha, Barrta oder Bartta (* 1744 in Prag; † 13. Juni 1787 in Wien) war ein tschechischer Komponist.
Bárta lebte bis 1770 als Priester und Organist der Salvatorkirche in Prag. Danach übersiedelte er nach Wien. Neben drei Opern und einem Singspiel sind von Bárta Klaviersonaten, Streichquartette und 13 Sinfonien überliefert. Seine weiteren Werke gelten als verschollen.

## Bühnenwerke
- La Diavolessa nach Carlo Goldoni, Burgtheater, 18. Juli 1772
- Da ist nicht gut zu rathen, komische Oper von Gottlieb Stephanie d. J., Burgtheater, 8. August 1778
- Der adlige Taglöhner, Singspiel von Joseph Weidmann, Burgtheater, 28. März 1780
- Il mercato di Malmantile, dramma giocoso, Libretto von Francesco Bussani, nach Goldoni, Burgtheater, 1784

## Instrumentalwerke
- 13 Sinfonien[1]
- 18 Streichquartette
- 9 Sonaten für Fortepiano/Clavicembalo
- Parthia ex in do magg (für zwei Oboen, zwei Hörner und zwei Fagotte)